# Amtsgericht Alzey
Das Amtsgericht Alzey ist ein Amtsgericht in Rheinland-Pfalz.

## Zuständigkeit
Die sachliche Zuständigkeit des Amtsgerichts Alzey ergibt sich aus dem Gerichtsverfassungsgesetz. Die örtliche Zuständigkeit umfasst die Stadt Alzey sowie die Verbandsgemeinden Alzey-Land, Wöllstein und Wörrstadt.
Das Amtsgericht Alzey ist das Landwirtschaftsgericht auch für die Bezirke der Amtsgerichte Mainz, Bad Kreuznach und Bingen und damit ausschließlich zuständig zum Beispiel in den Angelegenheiten der Höfeordnung.

## Geschichte

### Gründung

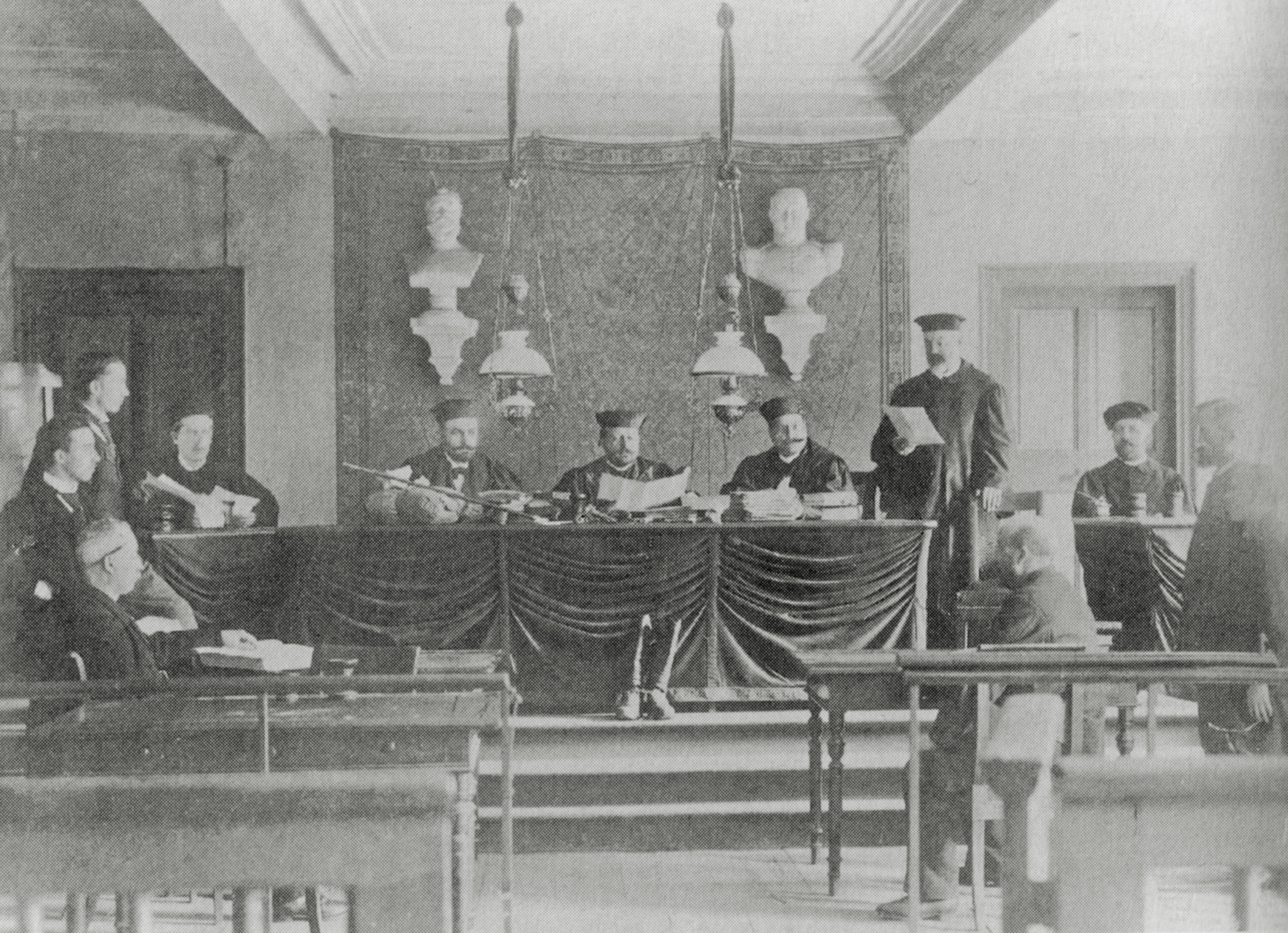
Sitzungssaal im alten Justizgebäude (vor 1903)

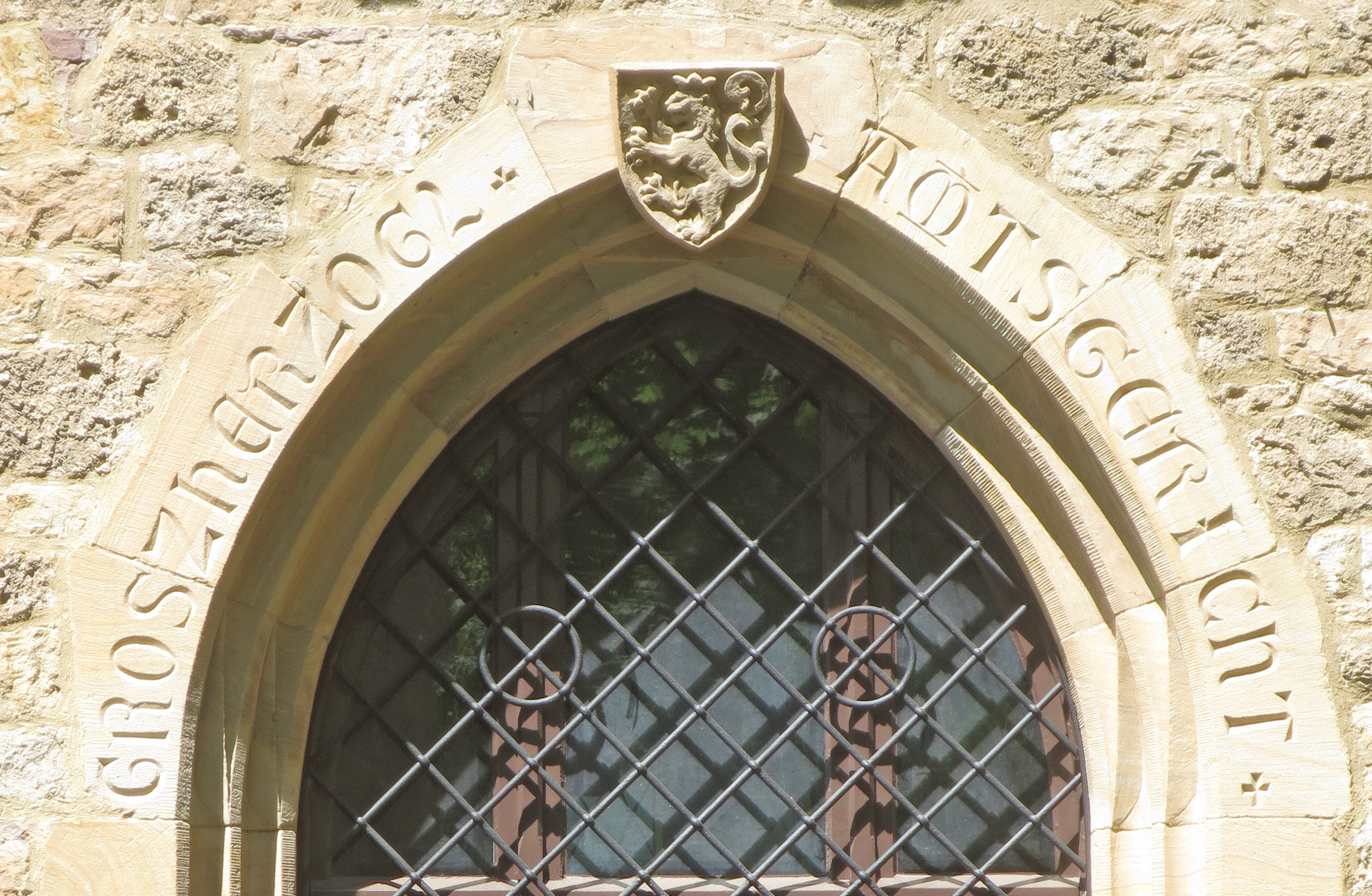
Großherzogl[ich Hessisches] Amtsgericht Alzey

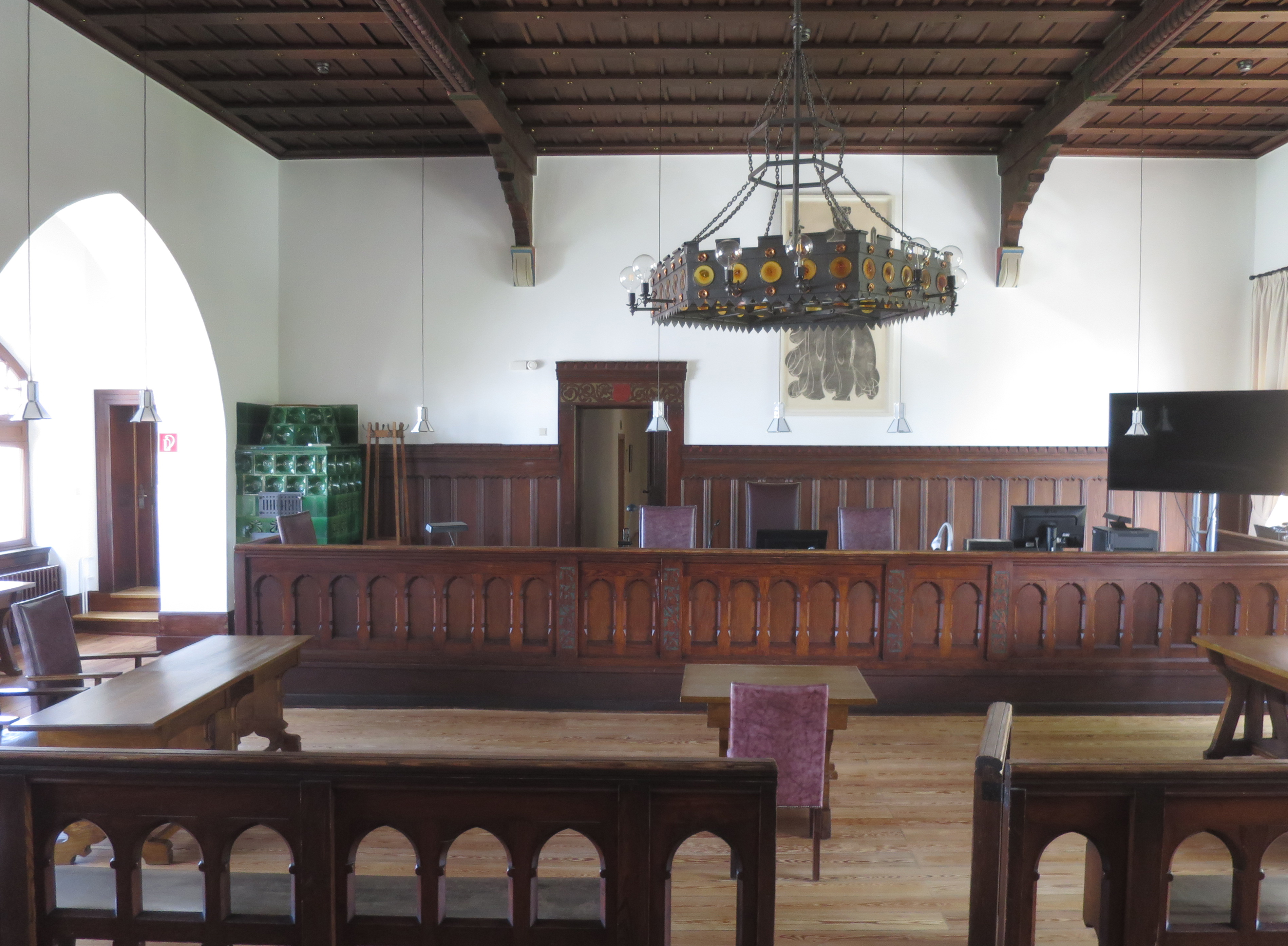
Großer Sitzungssaal

Mit dem Gerichtsverfassungsgesetz von 1877 wurden Organisation und Bezeichnungen der Gerichte reichsweit vereinheitlicht. Zum 1. Oktober 1879 hob das Großherzogtum Hessen deshalb die Friedensgerichte und die Bezirksgerichte auf, die bis dahin für die erstinstanzliche Rechtsprechung in dessen Provinz Rheinhessen zuständig gewesen waren. Funktional ersetzt wurden sie durch Amtsgerichte. Das Amtsgericht Alzey wurde dem Bezirk des Landgerichts Mainz zugeordnet.
Während des Zweiten Weltkriegs wurden – kriegsbedingt – 1943 die Geschäfte des Amtsgerichts Wörrstadt dem Amtsgericht Alzey übertragen. Nach Kriegsende dauerte es bis zum 4. Oktober 1945, bevor das Gericht in Alzey seine Arbeit wieder aufnehmen konnte.

### Bezirk
Der Gerichtsbezirk des Amtsgerichts Alzey setzte sich wie folgt zusammen:
| Gemeinde        | Herkunft                      | Zugang | Abgang | Nach                                                   |
| --------------- | ----------------------------- | ------ | ------ | ------------------------------------------------------ |
| Albig           | Friedensgericht Alzey         | 1879   |        |                                                        |
| Alzey           | Friedensgericht Alzey         | 1879   |        |                                                        |
| Armsheim        |                               |        |        |                                                        |
| Bechenheim      | Friedensgericht Alzey         | 1879   |        |                                                        |
| Bechtolsheim    | Friedensgericht Wörrstadt     | 1879   |        |                                                        |
| Bermersheim     | Friedensgericht Alzey         | 1879   |        |                                                        |
| Biebelnheim     | Friedensgericht Wörrstadt     | 1879   |        |                                                        |
| Bornheim        | Friedensgericht Alzey         | 1879   |        |                                                        |
| Dautenheim      | Friedensgericht Alzey         | 1879   |        |                                                        |
| Dintesheim      | Friedensgericht Alzey         | 1879   |        |                                                        |
| Eckelsheim      |                               |        |        |                                                        |
| Ensheim         |                               |        |        |                                                        |
| Eppelsheim      | Friedensgericht Osthofen      | 1879   |        |                                                        |
| Erbes-Büdesheim | Friedensgericht Alzey         | 1879   |        |                                                        |
| Esselborn       | Friedensgericht Alzey         | 1879   |        |                                                        |
| Flomborn        | Friedensgericht Alzey         | 1879   |        |                                                        |
| Flonheim        | Friedensgericht Alzey         | 1879   |        |                                                        |
| Framersheim     | Friedensgericht Alzey         | 1879   |        |                                                        |
| Freimersheim    | Friedensgericht Alzey         | 1879   |        |                                                        |
| Gabsheim        |                               |        |        |                                                        |
| Gau-Bickelheim  |                               |        |        |                                                        |
| Gau-Heppenheim  | Friedensgericht Alzey         | 1879   |        |                                                        |
| Gau-Köngernheim | Friedensgericht Alzey         | 1879   |        | 1970 nicht mehr gelistet                               |
| Gau-Odernheim   | Friedensgericht Alzey         | 1879   |        |                                                        |
| Gau-Weinheim    |                               |        |        |                                                        |
| Gumbsheim       |                               |        |        |                                                        |
| Gundersheim     | Amtsgericht Pfeddersheim      | 1934   | 1967   | Amtsgericht Worms                                      |
| Hangen-Weisheim | Friedensgericht Osthofen      | 1879   | 1974   | Amtsgericht Worms                                      |
| Heimersheim     | Friedensgericht Alzey         | 1879   |        |                                                        |
| Hochborn        | Friedensgericht Osthofen      | 1879   | 1974   | Amtsgericht Worms                                      |
| Kettenheim      | Friedensgericht Alzey         | 1879   |        |                                                        |
| Lonsheim        | Friedensgericht Alzey         | 1879   |        |                                                        |
| Mauchenheim     | Amtsgericht Kirchheimbolanden | 1974   |        |                                                        |
| Nack            | Friedensgericht Alzey         | 1879   |        |                                                        |
| Nieder-Wiesen   | Friedensgericht Alzey         | 1879   |        |                                                        |
| Ober-Flörsheim  | Amtsgericht Pfeddersheim      | 1934   |        |                                                        |
| Offenheim       | Friedensgericht Alzey         | 1879   |        |                                                        |
| Partenheim      |                               |        |        |                                                        |
| Rommersheim     |                               |        |        |                                                        |
| Saulheim        |                               |        |        |                                                        |
| Udenheim        |                               |        |        |                                                        |
| Uffhofen        | Friedensgericht Alzey         | 1879   |        |                                                        |
| Vendersheim     |                               |        |        |                                                        |
| Wahlheim        | Friedensgericht Alzey         | 1879   |        |                                                        |
| Wallertheim     |                               |        |        |                                                        |
| Weinheim        | Friedensgericht Alzey         | 1879   |        | 1970 noch aufgeführt, nicht mehr gelistet bei Ludemann |
| Wendelsheim     | Friedensgericht Alzey         | 1879   |        |                                                        |
| Wöllstein       |                               |        |        |                                                        |
| Wörrstadt       |                               |        |        |                                                        |
| Wolfsheim       |                               |        | 1974   | Amtsgericht Bingen                                     |
| Wonsheim        |                               |        |        |                                                        |

## Justizgebäude
Amtssitz des 1879 neu eingerichteten Amtsgerichts war das ehemalige Burggrafiat in der Schlossgasse 11 in Alzey, das zuvor das nun aufgelöste Bezirksgericht als Dienstsitz genutzt hatte.

Amtssitz ist heute der Nordflügel des ehemaligen kurpfälzischen Schlosses, der dazu aus einer historischen Ruine 1901 bis 1903 errichtet wurde. Die Einweihung fand am 1. Oktober 1903 statt. Die damals eingebrachte wandfeste und ein erheblicher Teil der mobiliaren Ausstattung sind erhalten. 

## Personal
Da das Amtsgericht Alzey bei seiner Gründung 1879 eines der größeren im Land war, gab es hier zu Beginn einen Oberamtsrichter und einen Amtsrichter. Hinzu kam 1900 ein Grundbuchrichter und ab 1902 ein zweiter Amtsrichter. Die nächste Verstärkung – ein zusätzlicher Assessor – kam erst 1927 hinzu. 1938 waren am Gericht vier Richter und fünf Rechtspfleger tätig. Nach Kriegsende konnte das Gericht seine Arbeit mit zwei Richtern und sieben Rechtspflegern wieder aufnehmen.
Leiter
| Amtszeit      | Name                  | Anmerkung |
| ------------- | --------------------- | --------- |
|               | Oberamtsrichter       |           |
| 1879–1897     | Anton Nehr            |           |
| 1897–1926     | Carl Rhumbler         |           |
| 1927–1929     | Adam König            |           |
| 1929–1935     | Sausen                |           |
| Richard Münch | 1936–1945             |           |
| 1948–1949     | Josef Carl            |           |
| 1950–1958     | Paul Reiff            |           |
|               | Amtsgerichtsdirektor  |           |
| 1958–1966     | Paul Reiff            |           |
| 1976–1979     | Friedrich Karl Becker |           |
| 1979–1993     | Hans-Jörg Koch        |           |
| 1993–1999     | Christof Frank        |           |
| 1999          | Hans-Gerd Ludemann    |           |
|               | Eva Maria Stauder     |           |